# Happy Hooligan

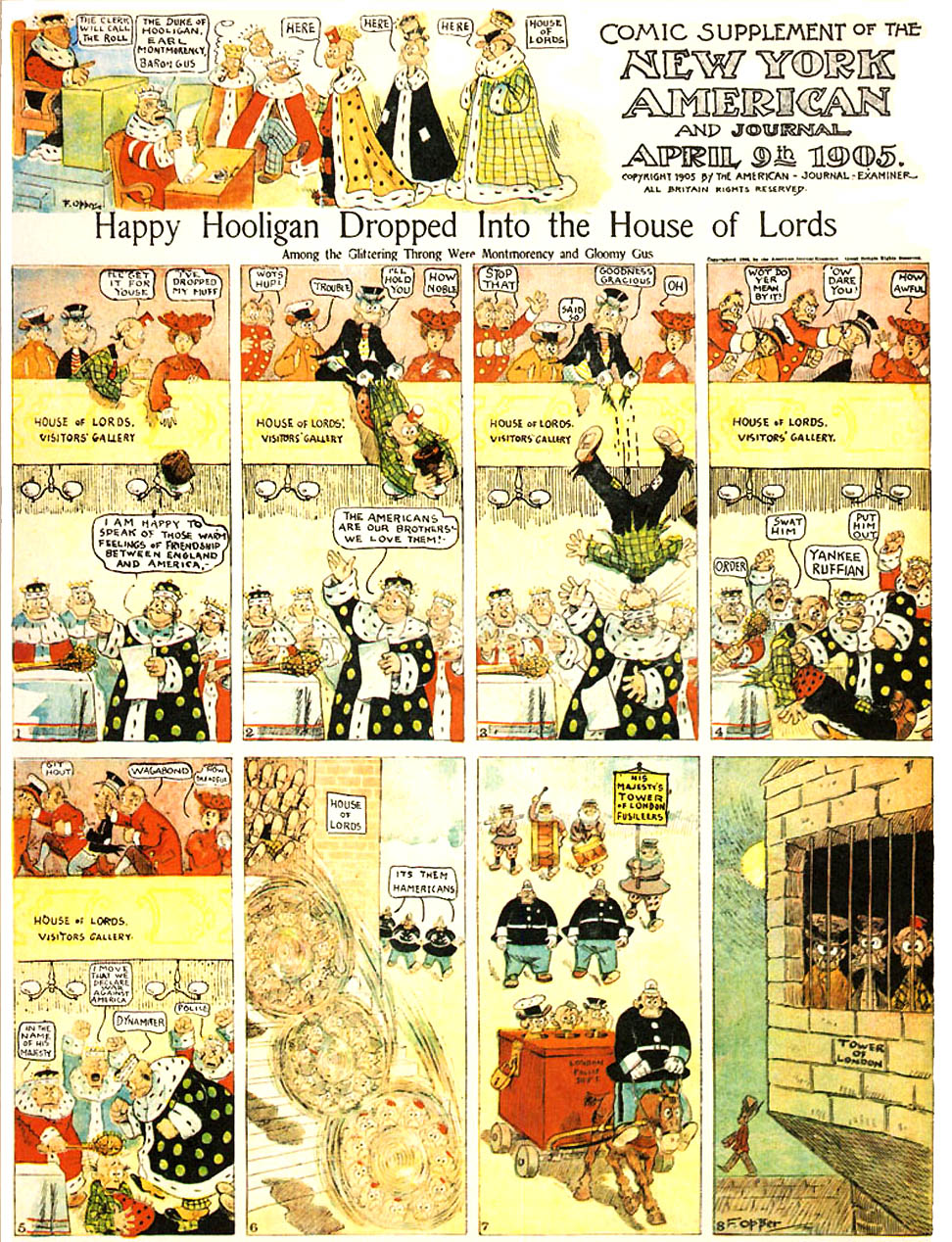
Strip aus dem Jahr 1905

Happy Hooligan ist die bekannteste Comicfigur des amerikanischen Comiczeichners Frederick Burr Opper und Titelfigur des gleichnamigen Comicstrips, der von 1900 bis 1932 erschien.

## Handlung
Im Mittelpunkt steht der gutmütige, irischstämmige Herumtreiber Happy Hooligan, der als Erkennungszeichen eine (anfangs blaue, später rote) Konservendose auf seinem Kopf trägt. Weitere Personen sind dessen Brüder Gloomy Gus und Montmorency sowie seine drei gleich aussehenden Neffen. Happy versucht bei der von ihm verehrten Suzanne einen guten Eindruck zu hinterlassen, was ihm regelmäßig misslingt.

## Veröffentlichung
Der erste Strip von Happy Hooligan erschien am 26. März 1900, nachdem William Randolph Hearst Opper angeworben hatte, um für dessen Zeitungen zu zeichnen. War der Publikationsrhythmus des Strips anfangs unregelmäßig, so ging mit seiner Etablierung eine Vergleichmäßigung des Erscheinens und die Einrichtung sowohl einer Sonntagsseite als auch eines daily strips einher. Eine Augenerkrankung versagte Opper, der keine Assistenten beschäftigte, in seinen letzten fünf Lebensjahren zu zeichnen, sodass am 14. August 1932 der letzte Strip erschien. Unter dem Titel Der glückliche Hannes erschien Happy Hooligan in den Sonntagsbeilagen des Morgen-Journal’s, einer deutschsprachigen Ausgabe des New York Journal, die von Hearst 1890 bis 1918 herausgegeben wurde. In Italien wurden die Abenteuer von Happy Hooligan unter dem Titel Fortunello in der Kinderbeilage Corriere dei piccoli veröffentlicht.

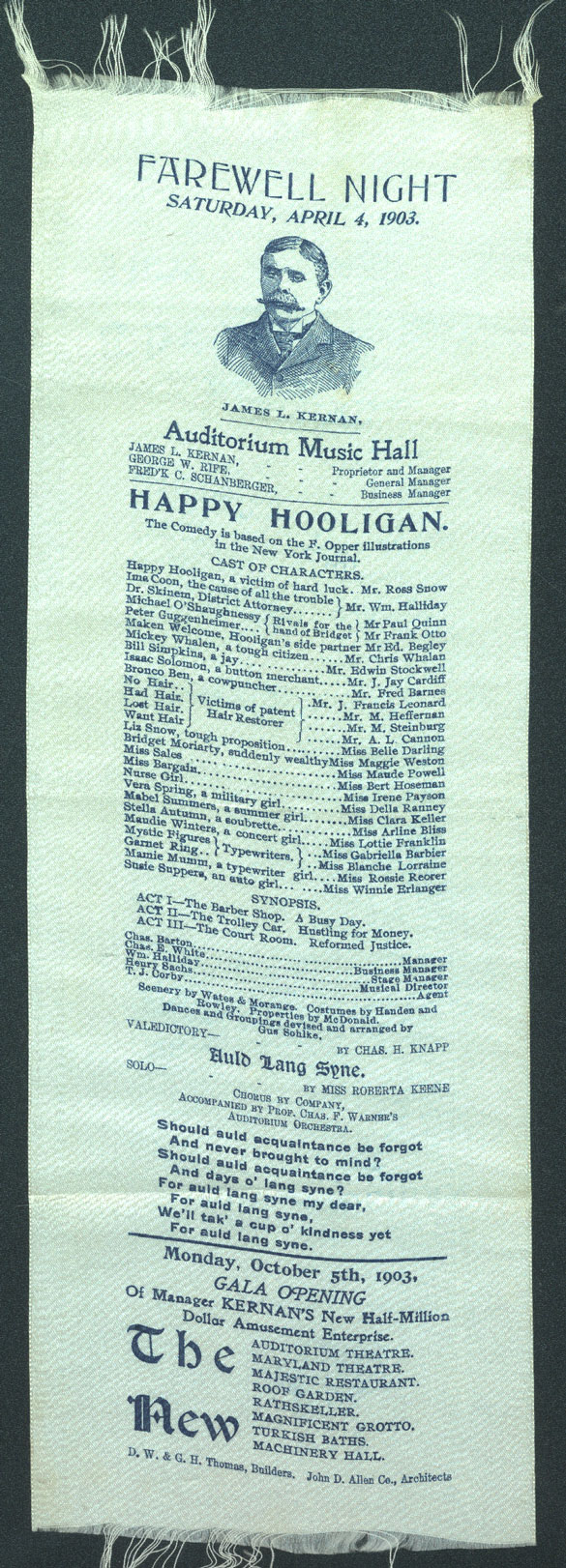
Werbeplakat für ein auf dem Comic basierendes Theaterstück aus dem Jahr 1903

Von Happy Hooligan erschienen im Zeitraum 1900 bis 1922 zahlreiche Verfilmungen, sowohl als Real- als auch als Trickfilm. Allein zwischen 1900 und 1903 produzierte James Stuart Blackton elf Kurzfilme mit sich selbst in der Titelrolle. Darüber hinaus ließen Mort Walker und Jerry Dumas die Figur des Happy Hooligan regelmäßig in ihrem Comic Sam's Strip, der zu Beginn der 1960er Jahre erschien, auftreten.

## Rezeption
Andreas C. Knigge vergleicht Happy Hooligan mit Charlie Chaplins Tramp, der einen erlittenen Rückschlag wegstecke und sich neuen Abenteuern zuwende. Nach Knigge war Opper mit Happy Hooligan auch der erste Zeichner, der Vagabunden für Funnies verwendete.
In den 1950er Jahren wurde im Spiegel die Ansicht vertreten, dass die sowjetische Propaganda den Begriff des Hooliganismus aus Happy Hooligan ableitete.